# Schlacht bei Frohse
Die Schlacht bei Frohse war eine Schlacht des Zweiten Askanischen Kriegs am 10. Januar 1278 bei Frohse, heute ein Ortsteil von Schönebeck.

## Vorgeschichte
Während des Interregnums von 1257 bis 1273 hatte es Bestrebungen der weltlichen Landesherren der Askanier, Welfen und Wettiner gegeben, die nun nicht mehr durch eine Zentralgewalt geschützten geistlichen Fürstentümer unter ihre Kontrolle zu bringen. Betroffen war insbesondere das Erzbistum Magdeburg. Insbesondere durch die Unterstützung der Bürger der Stadt Magdeburg hatten sich die Fürsterzbischöfe jedoch behaupten können.
Nach dem Tode von Erzbischof Konrad II. versuchten die Askanier dann Erich von Brandenburg, einen jüngeren Bruder von Markgraf Otto IV. von Brandenburg als Erzbischof durchzusetzen. Die Wahl, der Otto sowie Herzog Albrecht von Sachsen, Verbündeter Ottos, beiwohnten, ging jedoch, trotzdem die Askanier zuvor mehrere Domherren auf ihre Seite gebracht hatten, für sie überraschend verloren. Wohl bedingt durch zahlreiche hinzugeladene Magdeburger Bürger, entschied sich eine Mehrheit für Burchard von Querfurt als neuen Erzbischof. 
Otto IV. warf den Magdeburgern vor, sie hätten durch eine Drohung mit Gewalt das Wahlergebnis beeinflusst. Er verkündete Magdeburg eine Fehde. Zwar einigte man sich kurze Zeit später auf Günther von Schwalenberg als neuen Erzbischof, Otto verfolgte jedoch die Fehde und die Einsetzung Erichs mit militärischen Mitteln. Er beschlagnahmte Handelsware und fiel dann mit Truppen in das magdeburgische Gebiet ein. Ende 1277 hatte er Gebiete östlich der Elbe verwüstet, überquerte dann den Fluss und lagerte bei Frohse. Von ihm ist der dort getätigte Ausspruch überliefert: he wolde des anderen dages sine perde stallen laten in den dom to Magdeborch.

## Schlacht
Erzbischof Günther sprach auf dem Alten Markt Magdeburgs vor dem Rathaus zu den dort versammelten Bürgern. Er bat um Unterstützung bei der Verteidigung des Landes und gelobte die Gewährung von Rechten und Freiheiten. Die Bürger ließen die Sturmglocken läuten und formierten sich zu einem Heerzug, darunter wohlhabende Bürger in Harnisch auf Streitrössern und einfache Leute mit Keulen und Spießen.
Der Heerzug zog unter der Fahne des Heiligen Mauritius entlang des Laufs der Sülze nach Süden. Truppen des Grafen Otto von Anhalt, ein askanischer Verwandter des Brandenburger Markgrafen aber gleichzeitig Vasall des Erzstifts, sowie thüringische Herren stießen zum Heer hinzu.
Die Truppen unter Markgraf Otto IV., zu denen ebenfalls Verbündete hinzu kamen, zogen den Magdeburgern entgegen.
Am 10. Januar 1278 kam es zu einer blutigen Schlacht mit vielen Toten, die die Magdeburger für sich entscheiden konnten. Insbesondere gelang es ihnen, Otto sowie 300 Ritter und Edelknechte gefangen zu nehmen.

## Folgen

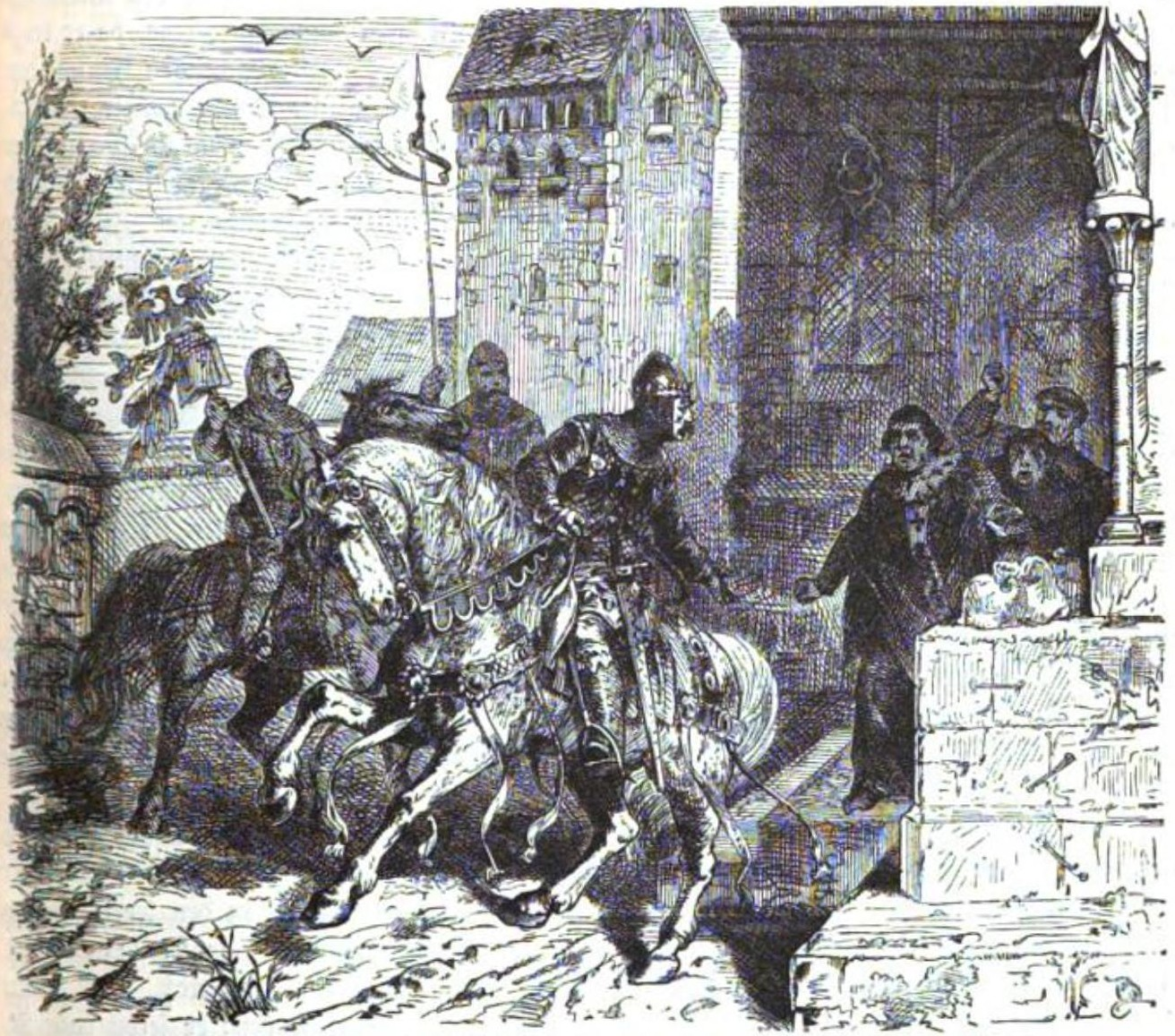
Die Befreiung Otto IV. durch den Erzbischof auf einer Darstellung aus dem 19. Jahrhundert

Markgraf Otto IV. gelang es jedoch eine Bestechung erzbischöflicher Räte zu veranlassen, die dem Erzbischof die Freilassung gegen ein Lösegeld von 4.000 Mark in Silber empfahlen. Wieder in Freiheit setzte Otto den Krieg fort. Er wurde jedoch in Staßfurt erneut militärisch geschlagen. Größere Gebiete und Burgen fielen an das Erzstift. Nach diversen weiteren Schlachten wurde 1283 Erich von Brandenburg doch noch Erzbischof, womit der Krieg endete. (Erzbischof Günther hatte 1279 angesichts der dauerhaften Auseinandersetzung resigniert, sein Nachfolger Bernhard von Wölpe resignierte 1282, und nach einer Sedisvakanz folgte Erich von Brandenburg.)
Angeblich zur Erinnerung an die siegreiche Schlacht bei Frohse wurden zwei Holzfiguren mit erbeuteten Rüstungen ausgestattet und im Magdeburger Dom gezeigt. Noch 400 Jahre später waren die Figuren im Dom vorhanden. An der südlichen Grenze der Gemarkung von Westerhüsen, einem heute zu Magdeburg gehörenden, nördlich von Frohse gelegenen Ort, befindet sich ein Flurstück mit dem Namen Wahlwiesenbreite, der als Abwandlung von Walstatt auf das Schlachtfeld der Schlacht bei Frohse zurückgeht.
Auf Antrag der Ratsfraktion Bündnis 90/Die Grünen beschloss der Stadtrat der Landeshauptstadt Magdeburg im Jahr 2010, am Ort der Ereignisse in geeigneter Form an das Geschehen zu erinnern. Es wurde eine kleine Informationstafel am von Schönebeck nach Westerhüsen führenden Fahrradweg aufgestellt.